# 阿尔塔瓦斯德·佩莱希扬

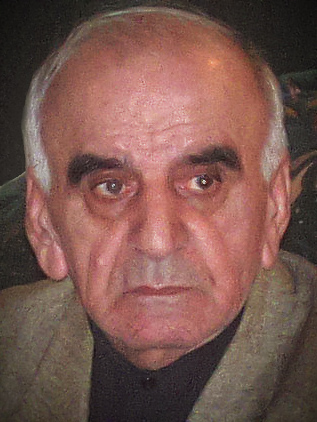
阿尔塔瓦斯德·佩莱希扬

阿尔塔瓦兹德·佩莱希扬（1938年2月22日—）生于苏联亚美尼亚苏维埃社会主义共和国希拉克省的列宁纳坎（今久姆里），是亚美尼亚的电影导演，电影艺术史紀錄片創作者，编剧和电影理论家。他以发展一种被称为 "距离蒙太奇"的电影视角风格而闻名，将深度感知与迎面而来的实体（如奔跑的羚羊群或成群的人类）相结合。电影導演謝爾蓋·帕拉贊諾夫称佩莱希扬为 “电影界少数真正的天才之一”。佩莱希扬于1979年被授予亚美尼亚苏维埃社会主义共和国优秀艺术家称号，并于1995年被授予俄罗斯联邦功勛艺术家称号。